# مديرية خدير

تعديل مصدري - تعديل

مديرية خَدير إحدى مديريات محافظة تعز. بلغ عدد سكانها 112653 نسمة عام 2004 ومساحتها 460 كيلومتر مربع.
تقع مديرية خدير جنوب محافظة تعز وتبعد عنها حوالي 22 كيلو متر وهي المسافة بين مركز محافظة تعز ومدينة الدمنة، ويوجد في المديرية مركزين مهمين هما الدمنة والراهدة والتي تبعد عن مركز محافظة تعز 38 كيلو متر جنوبا وعن مدينة الدمنة 11 كيلو متر، المديرية تقع على خط العرض = 13.451735 وخط الطول =44.180732،
وتجاور مديرية خدير العديد من المديريات مثل سامع، الصلو، جبل صبر، حيفان
تتميز المديرية بالمناظر الطبيعية الخضراء بالإضافة إلى بعض المناطق الأثرية مثل قلعة قريش والتي اهملت ووضع بجانبها خزان مائي يغذي مركز المديرية.

## الزراعة
يوجد في المديرية نهر صغير يسمى (ورزان) وعلى جانبيه العديد من الزراعات الهامة مثل الذرة وبعض الحبوب بالإضافة إلى بعض زراعات الخضروات مثل الطماطم والبطاطا والبصل وغيرها بالإضافة إلى بعض الفواكه مثل الليمون والبرتقال والجوافة وبعض أنواع المانجو
لكن في الثلاثين السنة الأخيرة بدأت شجرة القات بأخذ حيز كبير بدلا من هذه المزروعات مما أثرت على زراعات كثيرة.

## التجارة
هي العمود الفقري للاقتصاد في المديرية حيث أنها شهدت ازدهاراً كبيراً في المنطقة وذلك لانها تعتبر مركز تجاري للعديد من المديريات المجاورة مثل سامع، الصلو، صبر، حيفان حيث أن هذه المديريات تعتمد بشكل شبه كلي على التجارة في المديرية، لذا كان النمو العقاري في مدينتي الدمنة والراهدة مزدهرا بشكل كبير مقارنة بالمديريات المجاورة.، كما أن سوق الجمعة في الدمنة يعتبر من أهم الأسواق في الجمهورية اليمنية.

## الصناعة
توجد بعض الصناعات اليدوية البسيطة في المنطقة مثل الخزف اليدوي، والصناعات الفخارية، وصناعات الزيوت مثل زيت الجلجل، كما تشتهر الراهدة بصناعة الحلويات. كذلك توجد بعض المناطق في البدو مناجم حجرية جميلة تستخرج منها لعمل الأحجار في تزيين المنازل مثل منطقة الصريفة. ومنطقة ثبرة

## الطرق
يعتبر الخط الأسفلتي تعز-عدن من أهم الطرق في اليمن الذي يشكل أهم الطرق التي تربط بين المناطق الشمالية بالمناطق الجنوبية وتقع مدينتي الدمنة والراهدة بين جانبي هذا الخط مما شكل أهمية كبيرة للمدينتين، كذلك توجد بعض الخطوط المزفلتة في المدينتين بداخلها أو من المدينتين وبعض المناطق المجاورة.